# Beversee

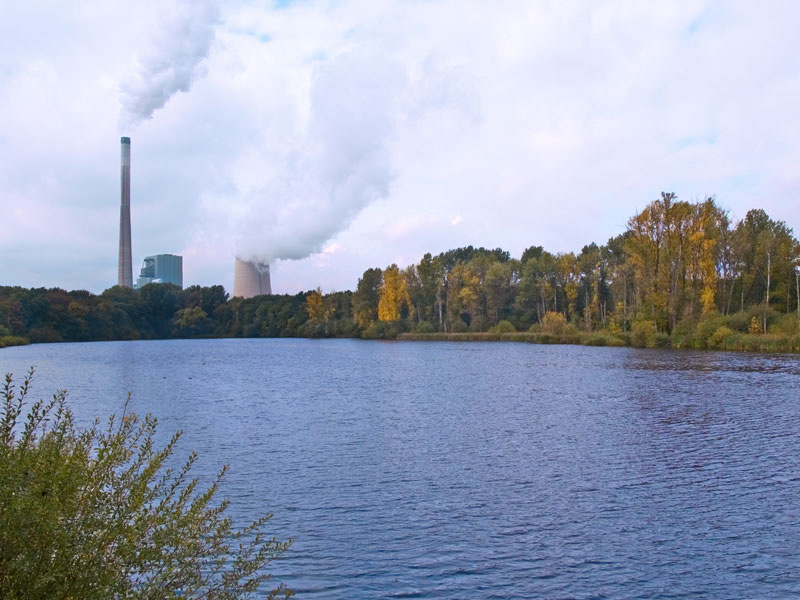
Beversee

Der Beversee ist ein See im nördlichen Teil der Stadt Bergkamen in Nordrhein-Westfalen.
Der Waldsee ist rund 700 m lang, 100 m breit und hat eine Tiefe von bis zu 6 m. Er hat sich von 1940 bis 1942 in einer durch Bergsenkung entstandenen Senke gebildet. Die Senke wird vom Beverbach, einem Nebenfluss der Lippe, durchflossen, der am westlichen Ende des Sees vor dem Datteln-Hamm-Kanal aufgestaut wird. Die Größe des Sees wird mit Hilfe eines Pumpwerkes reguliert.
Der Beversee ist Teil des gleichnamigen etwa 100 Hektar großen Naturschutzgebietes, eines von drei Naturschutzgebieten in Bergkamen. Er wird von einem Wanderweg umrundet, dessen Zugänge an der Marina Rünthe (am Ende des Hafenwegs), an der B 233 und am Kraftwerk Bergkamen in Höhe des Kanalsperrwerkes liegen. An den beiden letzteren befinden sich Informationstafeln zum See und zum Naturschutzgebiet. Vom Emscher Park Radweg, der auf der anderen Kanalseite verläuft, gelangt man über das Sperrwerk zum See; auf der Kanalseite zum See hin verläuft der Radfernweg Römer-Lippe-Route. Am südlichen Ufer befindet sich ein kleiner Aussichtsturm, von dem sich der See überblicken lässt.
Der See gehört ebenso wie die Marina, der Kanal und die benachbarte Halde Großes Holz zur Route der Industriekultur.